# Charles L. Gifford

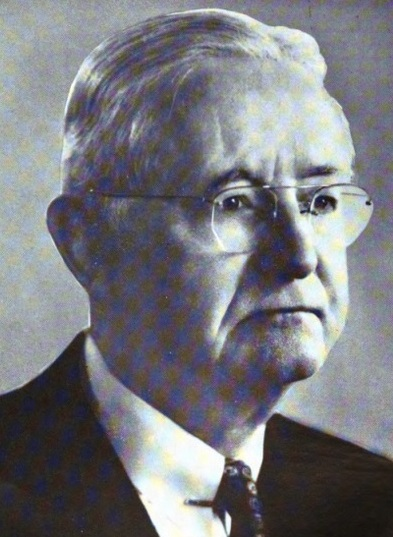
Charles L. Gifford

Charles Laceille Gifford (* 15. März 1871 in Cotuit, Barnstable County, Massachusetts; † 23. August 1947 ebenda) war ein US-amerikanischer Politiker. Zwischen 1922 und 1947 vertrat er den Bundesstaat Massachusetts im US-Repräsentantenhaus.

## Werdegang
Charles Gifford besuchte die öffentlichen Schulen seiner Heimat. Zwischen 1890 und 1900 arbeitete er als Lehrer in den Bundesstaaten Massachusetts und Connecticut. Danach stieg er in Cape Cod in das Immobiliengeschäft ein. Später handelte er auch mit Preiselbeeren und Austern. Gleichzeitig schlug er als Mitglied der Republikanischen Partei eine politische Laufbahn ein. In den Jahren 1912 und 1913 war er Abgeordneter im Repräsentantenhaus von Massachusetts; von 1914 bis 1919 gehörte er dem Staatssenat an.
Nach dem Rücktritt des Abgeordneten Joseph Walsh wurde Gifford bei der fälligen Nachwahl für den 16. Sitz von Massachusetts als dessen Nachfolger in das US-Repräsentantenhaus in Washington, D.C. gewählt, wo er am 7. November 1922 sein neues Mandat antrat. Nach zwölf Wiederwahlen konnte er bis zu seinem Tod am 23. August 1947 im Kongress verbleiben. Seit 1933 wurden dort die New-Deal-Gesetze der Bundesregierung unter Präsident Franklin D. Roosevelt verabschiedet; ab 1941 war die Arbeit des Kongresses von den Ereignissen des Zweiten Weltkrieges und dessen Folgen geprägt. Von 1933 bis 1943 vertrat Gifford den 15. und seit 1943 als Nachfolger von Thomas H. Eliot den neunten Wahlbezirk seines Staates. Von 1925 bis 1929 war er Vorsitzender des dritten Wahlausschusses; von 1929 bis 1931 leitete er den Ausschuss zur Beaufsichtigung von Präsidentschafts- und Kongresswahlen.